# Předmět (mluvnice)

Předmět (mluvnice)

Předmět neboli objekt je rozvíjející větný člen závisející na rozvíjeném slovesu nebo přídavném jménu, které zároveň řídí jeho tvar. Tvoří s nimi skladební dvojici. Vyjadřuje osobu, zvíře nebo věc, kterých se slovesný děj týká, na co přechází, co jím vzniká. V pasivních větách může předmět představovat i původce děje. Ptáme se na něj všemi pádovými otázkami kromě otázek 1. a 5. pádu. Základním předmětovým pádem je 4. pád (akuzativ). Pokud se můžeme zeptat jinak než pádovými otázkami, zpravidla se nejedná o předmět, ale o příslovečné určení. Předmět ve 4. pádě se někdy rozlišuje na akuzativ předmětu vnitřního, kdy označuje to, co dějem vzniká: péct chleba, stavět zeď, a akuzativ předmětu vnějšího, který označuje to, co existuje nezávisle na ději: koupit chleba, obejít zeď.
V jazycích, které neužívají pády, se předmět vyjadřuje slovosledem. Pro slovesa s více předměty je obvykle i jejich slovosled pevně stanoven.
Slovo před-mět je kalk z latinského ob-iectum („předvržené, předhozené“).

## Slovní druhy v předmětu
Předmětem je nejčastěji jméno, zejména podstatné jméno nebo zájmeno, nicméně v pozici předmětu se může uplatnit libovolný slovní druh nebo i neslovní výraz. Předmětem rovněž může být vedlejší věta.
Příklady:
- Čtu knihu (podstatné jméno).
- Je to smělý muž, schopný všeho (zájmeno).
- Potřebujeme neprohrát (infinitiv slovesa).
- Jsem velmi zvědavý, jak to dopadne (vedlejší věta předmětná).

## Rozvitost předmětu
Předmět, na nějž se nevážou další větné členy, se nazývá holý: Petr píše dopis. Předmět s dalšími větnými členy je rozvitý předmět: Viděl psa žeroucího maso. Předmět je nejčastěji rozvíjen přívlastkem (můj pes), někdy také doplňkem (obdržel zásilku poškozenou). Pokud je v předmětu spojeno několik výrazů, jde o předmět několikanásobný. Jednotlivé členy několikanásobného předmětu mohou být navzájem spojeny různými způsoby:
- Potkala jsem Petra, Pavla a Adama.
- Chceš pozvat Petra nebo Pavla?
- To se netýká nás, ale našich dětí.

Jednotlivé části několikanásobného předmětu mohou být rovněž holé nebo rozvité.

## Počet předmětů ve větě
V češtině je počet předmětů ve větě určován především valenční vazbou přísudkového slovesa. Existují bezpředmětová slovesa, která na sebe neváží předmět (slzet, pršet), jiná předmětová slovesa na sebe vážou jeden (číst knihu), dva (darovat bratrovi lyže) nebo tři (povědět rodičům o dětech pravdu) předměty. Sloveso také určuje, v jakém bude každý předmět pádě a jestli bude napojen předložkově nebo bezpředložkově.

## Nevyjádřený předmět v češtině
V českých větách se velmi často nevyjadřuje podmět, jelikož jej lze identifikovat podle slovesných koncovek nebo z kontextu: Připadáš mi smutný (ty). - Pavel se dívá z okna. Pozoruje ptáky na zahradě (Pavel).
Naproti tomu předmět se u předmětových sloves obvykle vyjadřuje a vypustit ho lze jen ve specifických případech:
- Některá slovesa ve svém významu obsahují i předmět, jehož se slovesný děj (obvykle) týká: Pavel si čte (knihu). Babička stele (postel). Tatínek právě parkuje (auto) před domem. U těchto sloves není nutné předmět vyjadřovat, pokud ovšem není odlišný od běžného užití: Pavel si čte časopis. Babička stele gauč. Tatínek právě parkuje traktor před domem. To platí i pro bližší specifikaci (rozvitý předmět): Babička stele dědečkovu postel.
- Slovesa, která označují činnost vykonávanou v některých povoláních, použitá bez vyjádřeného předmětu, mohou nahrazovat složitější větnou konstrukci: Sestřenice učí. = Sestřenice je učitelka. Tatínek překládá. = Tatínek pracuje jako překladatel. U většiny povolání ovšem toto zjednodušení použít nelze: *Bratr tiskne (je tiskař).
- U některých sloves je ze všeobecného kontextu známo, čeho se týkají, a není proto nutné předmět vyjadřovat: Otec roztrpčeně zavěsil (sluchátko) a zapálil si (cigaretu). Tvůj bratr bere až příští týden (výplatu). Dej pozor, ať si nenabereš do bot (vodu). Pokud je přísudek tvořen dvěma slovesy, z nichž jedno se užívá i v těchto ustálených spojeních, měl by se předmět vyjadřovat i v případech, kde by jinde byla možná elipsa (výpustka). Srovnej věty: Teta zavěsila a oprášila obraz. (Zavěsila obraz nebo sluchátko?) x Teta vyprala a vyžehlila záclony. Pokud je ovšem několikanásobný přísudek tvořen více než dvěma slovesy, obvykle se nabízí celá řada variant, jejichž užití je na vůli mluvčího, např.: Teta vyprala záclony, vyžehlila je a zavěsila (je). - Teta vyprala, vyžehlila a zavěsila záclony. - Teta vyprala a vyžehlila záclony a zavěsila je.
- Kontext, v němž se sloveso používá, nemusí být znám všeobecně, nýbrž může být omezený jen na určitou skupinu. Pokud se daný předmět užívá příliš často, začnou ho mluvčí pociťovat jako nadbytečný a vypouštějí ho: (Karel je vášnivý rybář). Karel šel brzy ráno chytat. (Posluchači je zřejmé, že šel chytat ryby a nikoli např. motýly).[1]